# Sadurnín
Sadurnín (llamada oficialmente San Xoán de Sadurnín) es una parroquia y un lugar del municipio español de Cenlle, en la provincia de Orense, Galicia.

## Toponimia
La parroquia también es conocida por el nombre de San Juan de Sadurnín.

## Organización territorial
La parroquia está formada por cinco entidades de población, constando tres de ellas en el nomenclátor del Instituto Nacional de Estadística español:
- As Chavolas
- Campanillas
- Novas (Nabás)
- Saa
- Sadurnín

## Demografía

### Parroquia
| Gráfica de evolución demográfica de Sadurnín (parroquia) entre 2000 y 2022 |
|                                                                            |
| Datos según el nomenclátor publicado por el INE.                           |

### Lugar
| Gráfica de evolución demográfica de Sadurnín (lugar) entre 2000 y 2022 |
|                                                                        |
| Datos según el nomenclátor publicado por el INE.                       |